# Немировка (Молдова)
Немировка также Нимереука (рум. Nimereuca) — село в Сорокском районе Молдавии. Является административным центром коммуны Немировка, включающей также село Черлина.

## История
Немировка была основана как еврейская земледельческая колония Люблин в 1842 году на 528 десятинах земли; в 1856 году — 45 семейств, в 1866 году — 75 семейств.

## География
Село расположено на правом берегу реки Днестр на высоте 209 метров над уровнем моря. Соседние сёла — Воронково, Черлина.

## Население
По данным переписи населения 2004 года, в селе Нимереука проживает 2440 человек (1179 мужчин, 1261 женщина).
Этнический состав села:
| Национальность | Число жителей | Процентный состав |
| -------------- | ------------- | ----------------- |
| молдаване      | 2422          | 99.26             |
| украинцы       | 8             | 0.33              |
| русские        | 6             | 0.25              |
| румыны         | 1             | 0.04              |
| прочие         | 3             | 0.12              |
| Всего          | 2440          | 100%              |